# Fernando Rodney
Fernando Rodney, född den 18 mars 1977 i Samaná, är en dominikansk-amerikansk professionell basebollspelare som spelar för Washington Nationals i Major League Baseball (MLB). Rodney är högerhänt pitcher.
Rodney hade sin bästa säsong 2012, då han togs ut till sin första all star-match och vann både Delivery Man of the Year Award och Comeback Player of the Year Award. Dessutom satte han ett nytt MLB-rekord i kategorin lägst earned run average (ERA) under en säsong med minst 50 innings pitched (0,60). 2014 hade han flest saves i American League (48).
Rodney är känd för att alltid bära sin keps snett på huvudet. Detta gör han för att försvåra för slagmannen och eventuella löpare vid första bas. Han är också känd för att låtsas skjuta med en pilbåge efter att han bränt en viktig slagman.

## Karriär

### Major League Baseball

#### Detroit Tigers
Rodney kontrakterades i november 1997 av Detroit Tigers som free agent. Han gjorde sin proffsdebut i Tigers farmarklubbssystem 1998, men det dröjde till den 4 maj 2002 innan han gjorde sin första match för Tigers.
Rodney spelade för Tigers till och med 2009, utom 2004 då han var skadad hela säsongen. Han var hela tiden avbytare (reliever) men 2009 avancerade han till att bli Tigers ordinarie closer och hade 37 saves (på 38 save opportunities), vilket var sjätte bäst i American League. Hans ERA var dock förhållandevis hög (4,40). Efter den säsongen blev han free agent.

#### Los Angeles Angels of Anaheim
I december 2009 skrev Rodney på ett tvåårskontrakt värt elva miljoner dollar med Los Angeles Angels of Anaheim. Under sina två säsonger för Angels hade Rodney bara 14 respektive tre saves med en ERA på 4,24 respektive 4,50, och den sista säsongen fick han bara pitcha 32 inningar trots att han började säsongen som Angels closer. Han hade problem med precisionen i sina kast och missade även 35 matcher på grund av en ryggskada. Efter 2011 blev han återigen free agent.

#### Tampa Bay Rays
I januari 2012 skrev Rodney på ett ettårskontrakt värt 1,75 miljoner dollar med Tampa Bay Rays med en möjlighet för klubben att förlänga kontraktet med ytterligare ett år för 2,5 miljoner dollar. Säsongen 2012 blev oväntat framgångsrik för Rodney, som för första gången i karriären togs ut till MLB:s all star-match. Han slutade säsongen på 48 saves (på 50 save opportunities), näst flest i American League. Dessutom hade han en ERA så låg som 0,60, vilket var ett nytt MLB-rekord för pitchers som pitchat åtminstone 50 inningar under en säsong. Han vann American Leagues Comeback Player of the Year Award och MLB:s Delivery Man of the Year Award. Han kom femma i omröstningen till American Leagues Cy Young Award, priset till ligans bästa pitcher.
2013 gick inte lika bra för Rodney, men han hade 37 saves (på 45 save opportunities), vilket var sjunde bäst i American League. Han spelade 68 matcher och var 5-4 (fem vinster och fyra förluster) med en ERA på 3,38. Efter säsongen blev han free agent.

#### Seattle Mariners
I februari 2014 skrev Rodney på ett tvåårskontrakt med Seattle Mariners värt 14 miljoner dollar. I juli togs han ut till sin andra all star-match. Vid den tidpunkten var han bäst i American League med 27 saves och hade en ERA på 1,98. Den 12 september nådde han 45 saves, vilket tangerade Mariners klubbrekord i antal saves under en säsong. Till slut blev det 48 saves för Rodney, vilket var flest i American League, på 51 save opportunities. Han var under säsongen 1-6 med en ERA på 2,85 på 69 matcher.
Under inledningen av 2015 års säsong gick det dock betydligt sämre för Rodney och han petades från rollen som Mariners closer i början av juni. Han hade då släppt till minst en poäng i nio av sina 13 senaste matcher sedan början av maj, vilket lett till att hans ERA gått upp till 6,94. I slutet av augusti petades han från Mariners spelartrupp. Han var då 5-5 med en ERA på 5,68 och sex blown saves på 22 save opportunities.

#### Chicago Cubs
Rodney byttes bort till Chicago Cubs några dagar senare. För Cubs var han under resten av säsongen 2-0 med en ERA på 0,75 och inga saves på 14 matcher. Totalt under 2015 för Mariners och Cubs var han 7-5 med en ERA på 4,74 och 16 saves på 68 matcher. Efter säsongen blev han free agent.

#### San Diego Padres
I februari 2016 skrev Rodney på ett ettårskontrakt värt åtminstone 1,6 miljoner dollar med San Diego Padres. Kontraktet innehöll även en möjlighet för klubben att förlänga kontraktet ytterligare ett år. Han inledde säsongen genom att inte tillåta en enda "förtjänt" poäng (earned run) på de första 25,2 inningarna, bara 0,1 inning från klubbrekordet. I slutet av juni byttes han bort till Miami Marlins. Han hade 17 saves på 17 save opportunities för Padres och en ERA på bara 0,31.

#### Miami Marlins
I Miami fick Rodney nöja sig med att ta hand om den åttonde inningen, medan Miami fortsatte att använda A.J. Ramos som closer. Bara några dagar efter flytten togs han för tredje gången ut till MLB:s all star-match. Tiden i Miami blev dock inte framgångsrik; Rodney var 2-3 med en ERA på 5,89 och åtta saves på elva save opportunities. Klubben förlängde inte kontraktet varför han blev free agent.

#### Arizona Diamondbacks
Inför 2017 års säsong kom Rodney överens med Arizona Diamondbacks om ett ettårskontrakt värt minst 2,75 miljoner dollar. Mot slutet av säsongen nådde han milstolpen 300 saves som den 28:e spelaren i MLB:s historia. Han var under 2017 5-4 med en ERA på 4,23 och 39 saves på 45 save opportunities. Antalet saves var tredje bäst i National League. Han blev free agent efter säsongen.

#### Minnesota Twins
Rodney skrev i december 2017 på för Minnesota Twins. Kontraktet var över ett år och var värt 4,5 miljoner dollar med en möjlighet för Twins att förlänga det ytterligare ett år. I början av augusti 2018 trejdades han av Twins till Oakland Athletics. Dittills hade han varit 3-2 med en ERA på 3,09 och 25 saves på 46 matcher för Minnesota.

#### Oakland Athletics
Under resten av grundserien 2018 var Rodney 1-1 med en ERA på 3,92 på 22 matcher. Han användes inte som closer och hade ingen save. Oakland utnyttjade efter säsongen möjligheten att förlänga kontraktet med Rodney i ett år för 5,25 miljoner dollar, men han underpresterade och var i slutet av maj 2019 0-2 med en ERA på 9,42 på 17 matcher. Oakland bestämde sig då för att släppa honom.

#### Washington Nationals
Efter bara några dagar skrev Rodney på ett minor league-kontrakt med Washington Nationals och några veckor senare blev han uppkallad från en farmarklubb till Nationals.

### Internationellt
Rodney representerade Dominikanska republiken vid World Baseball Classic 2006, 2013 och 2017. 2006 spelade han fyra matcher och hade en ERA på 0,00 och 2013, när Dominikanska republiken vann turneringen, spelade han åtta matcher och hade en ERA på 0,00 med sju saves. Antalet saves var nytt rekord för World Baseball Classic och Rodney utsågs till turneringens all star-lag. 2017 spelade Rodney tre matcher och hade en ERA på 2,70.

## Övrigt
Rodney blev amerikansk medborgare i juli 2018.

## Fotogalleri

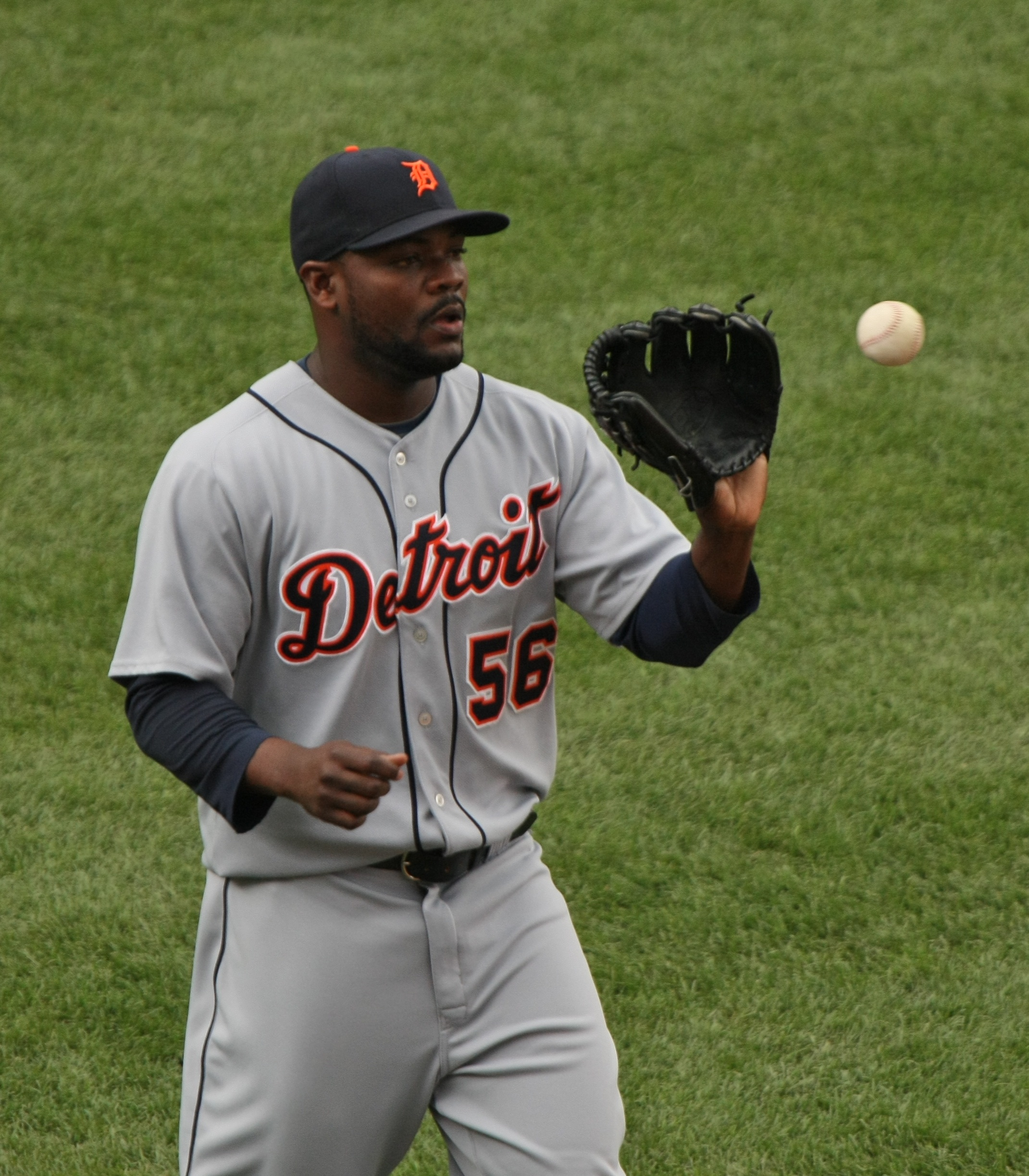
Rodney i Detroit Tigers dräkt 2009.
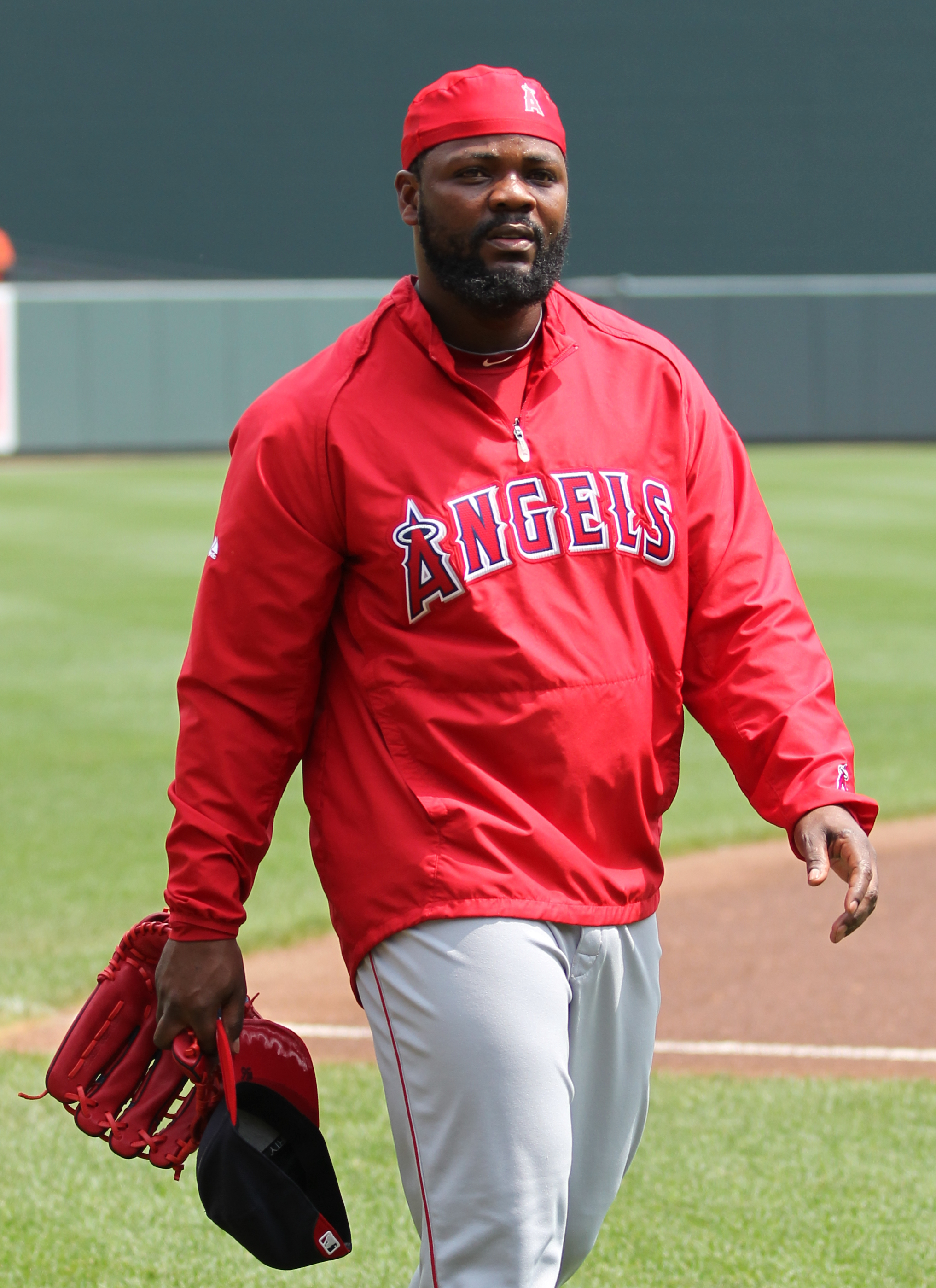
Rodney i Los Angeles Angels of Anaheims dräkt 2011.
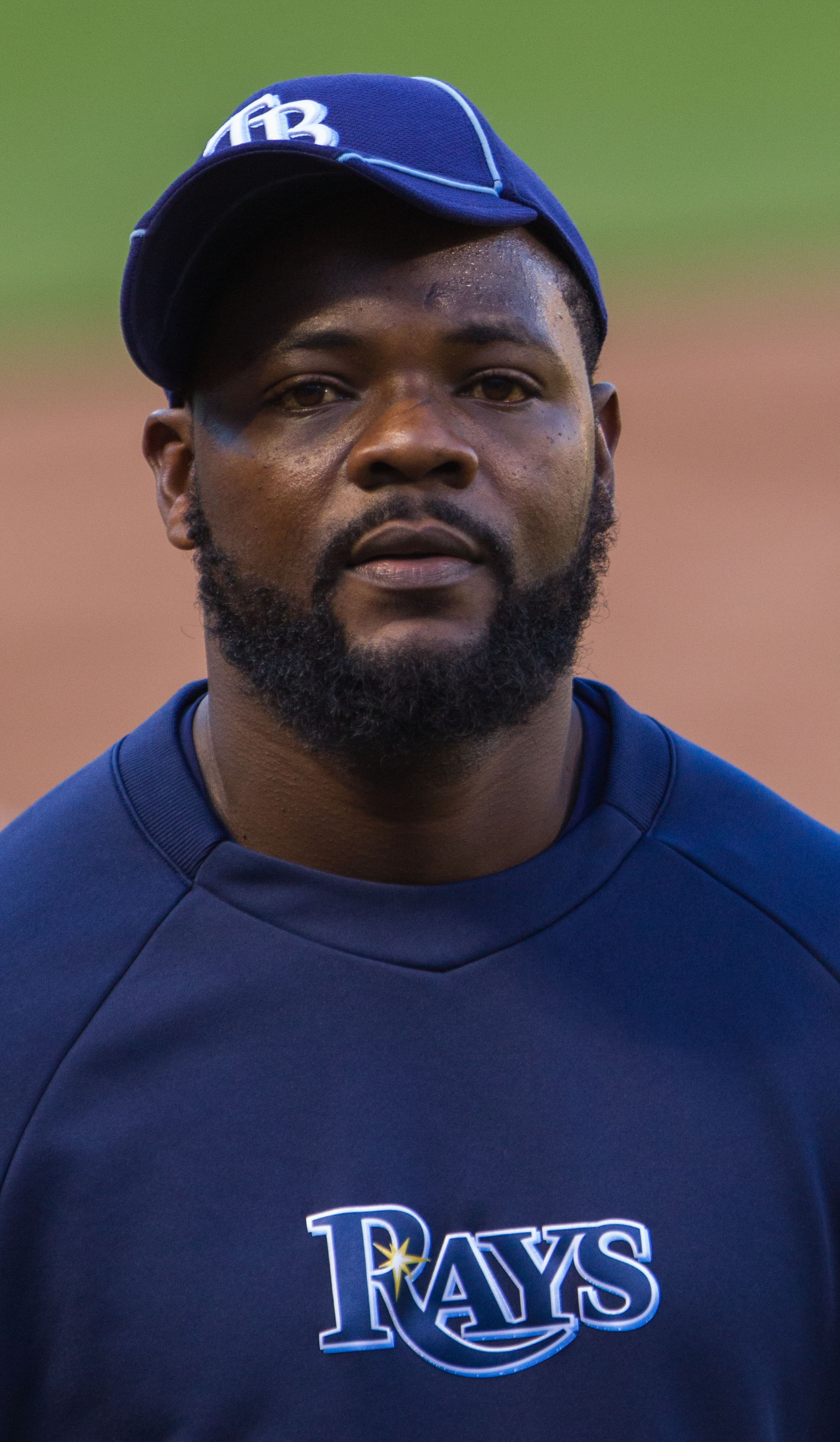
Rodney med kepsen snett på huvudet 2012.
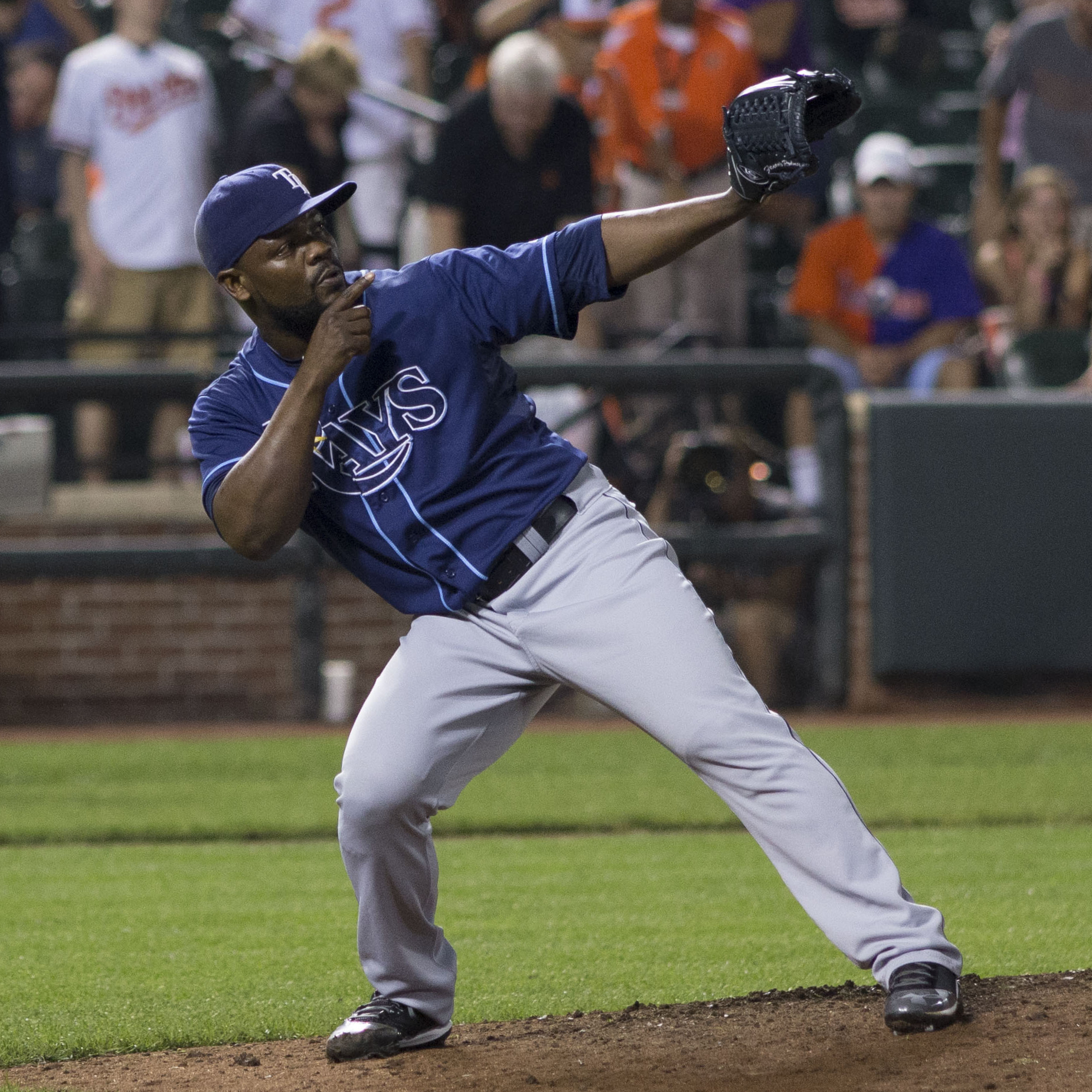
Rodney låtsas skjuta med en pilbåge 2013.
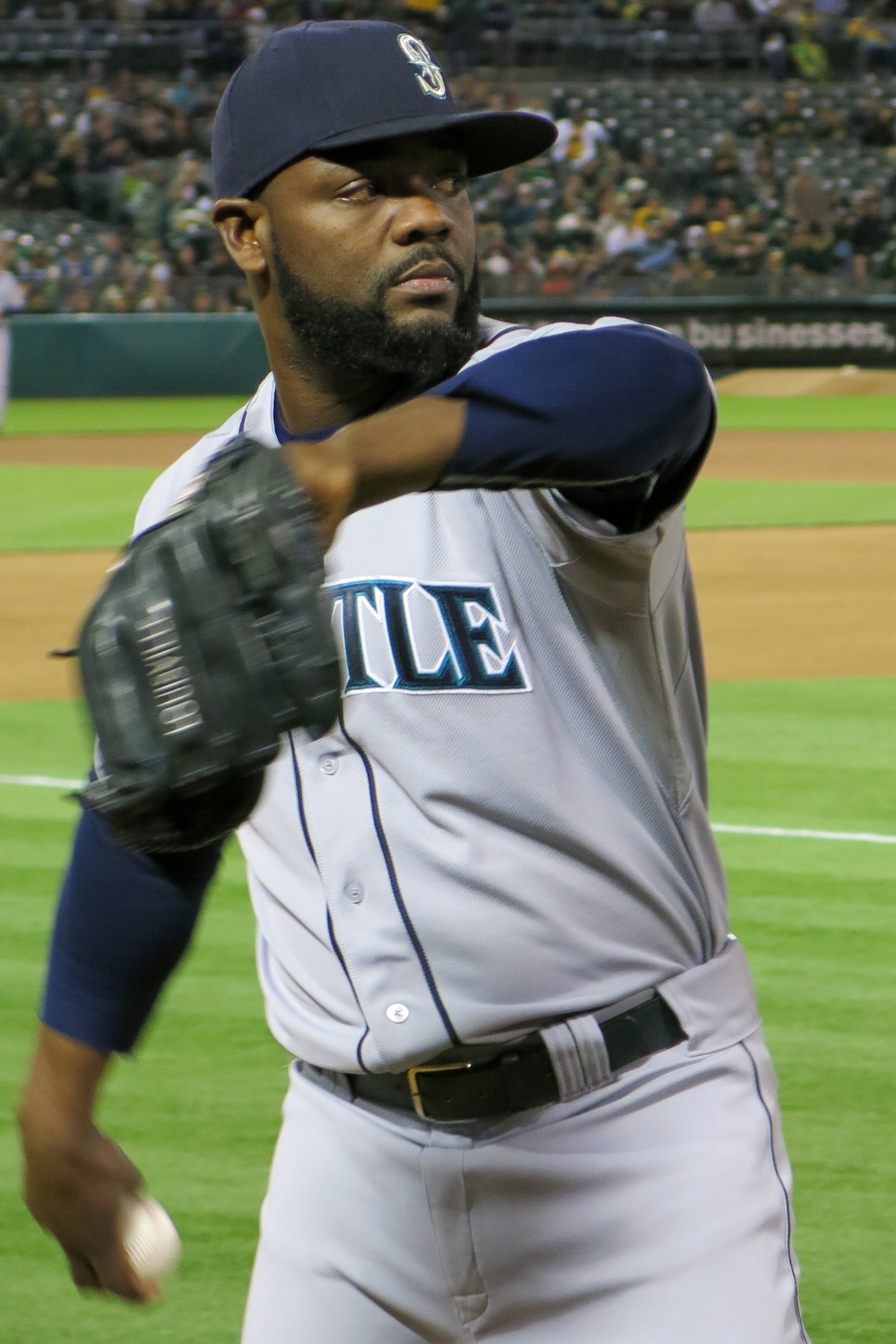
Rodney i Seattle Mariners dräkt 2014.